# Donja Lijeska
Donja Lijeska (cyr. Доња Лијеска) – wieś w Bośni i Hercegowinie, w Republice Serbskiej, w gminie Višegrad. W 2013 roku liczyła 52 mieszkańców.